# Starcross, Devon
Starcross är en ort och civil parish i Storbritannien.   Den ligger i grevskapet Devon och riksdelen England, i den södra delen av landet, 250 km väster om huvudstaden London. Starcross ligger 3 meter över havet och antalet invånare är 1 820.
Terrängen runt Starcross är platt åt nordost, men åt sydväst är den kuperad. Havet är nära Starcross åt sydost.  Närmaste större samhälle är Exeter, 12,1 km nordväst om Starcross. 